# 3월 24일
3월 24일은 그레고리력으로 83번째(윤년일 경우 84번째) 날에 해당한다.

## 사건
- 1603년 -
  - 제임스 1세가 잉글랜드, 스코틀랜드, 아일랜드를 모두 다스리는 최초의 왕이 되다.
  - (게이초 8년 2월 12일) - 도쿠가와 이에야스, 에도에 에도 막부(江戶幕府, 도쿠가와 막부(徳川幕府)) 수립.
- 1882년 - 로베르트 코흐가 결핵의 원인이 되는 균을 발견하다.
- 1946년 - 미군정의 법령 제60호 발표, 한반도 남부에 있던 지방 의회 부군면협의회가 폐지되었다.
- 1976년 - 아르헨티나 쿠데타가 일어났다.
- 1989년 - 알래스카의 프린스윌리엄 만에서 유조선 엑손 발데스 호가 원유 24만 배럴을 누출하다.
- 2015년 - 스페인 바르셀로나에서 독일 뒤셀도르프로 향하던 저먼윙스 9525편이 프랑스 남부 알프스에서 추락하여 탑승자 150명 전원이 사망하였다.
- 2020년 - 하계 올림픽이 코로나19 범유행으로 인해 1년 연기가 결정되었다.

## 문화
- 1998년 - 대한민국 아이돌 그룹 신화가 데뷔했다.
- 2009년 - 2009 월드 베이스볼 클래식 결승전에서 일본이 대한민국을 상대로 5:3로 승리하여 우승을 하였다. 이때 패배한 대한민국은 준우승을 하였다.
- 2018년 - 2018년 KBO 리그가 개막하였다.
- 2023년
  - 경부고속도로의 동탄터널이 개통되었다.
  - 대한민국 축구 국가대표팀이 콜롬비아 축구 국가대표팀과 친선에서 위르겐 클린스만 감독의 첫 경기를 시작되었다.

## 탄생
- 1103년 - 송나라 남송 초기의 군인 악비. (~1142년)
- 1657년 - 에도 중기의 무사, 유학자 아라이 하쿠세키. (~1725년)
- 1872년 - 이탈리아의 병리학자 에밀리오 베라티. (~1967년)
- 1874년 - 헝가리 미국인 미술사 해리 후디니. (~1926년)
- 1879년 - 대한제국과 일제 강점기의 군인 오진영. (~?)
- 1901년 - 미국의 애니메이터 어브 아이웍스. (~1971년)
- 1917년 - 대한민국의 군인, 기업인 백범 김구 암살범 안두희. (~1996년)
- 1927년 - 독일의 극작가 마르틴 발저. (~2023년)
- 1928년
  - 대한민국의 사회학자 김대환. (~2006년)
  - 미국의 피아니스트, 음악가 바이런 재니스. (~2024년)
- 1930년
  - 미국의 천문학자 오언 깅거리치. (~2023년)
  - 미국의 영화배우 스티브 매퀸. (~1980년)
  - 중앙아프리카 공화국의 정치인 다비드 다코. (~2003년)
- 1933년 - 일본의 축구 선수 야에가시 시게오. (~2011년)
- 1938년 - 대한민국의 방송 프로듀서, 정치인 조남호. (~2024년)
- 1940년 - 대한민국의 소설가 전상국.
- 1944년 - 독일의 예술가 레베카 호른. (~2024년)
- 1945년 - 미국의 영화감독, 영화 제작자, 시나리오 작가 커티스 핸슨. (~2016년)
- 1947년
  - 미국의 언론인, 대학교수 앨런 와이즈먼.
  - 체코의 배우 이르지 바르토슈카. (~2025년)
- 1948년 - 폴란드의 산악인 예지 쿠쿠츠카. (~1989년)
- 1949년 - 대한민국의 기업인 김한영.
- 1950년 - 홍콩의 영화 배우 조사리.
- 1951년 - 대한민국의 배우 김진태.
- 1953년 - 미국의 영화배우 루이 앤더슨. (~2022년)
- 1954년
  - 미국의 정치인 마이크 브런.
  - 콜롬비아의 가수 라파엘 오로스코 마에스트레. (~1992년)
- 1961년 - 대한민국의 야구 선수 양상문.
- 1963년 - 대한민국의 전 야구 선수 민경삼.
- 1965년
  - 대한민국의 배우 신혜수.
  - 미국의 프로레슬링 선수 디 언더테이커.
- 1967년 - 미국 마이크로소프트사의 최고 경영자 사티아 나델라.
- 1968년
  - 대한민국의 법률가 최강욱.
  - 일본의 배우 와다 케이이치.
- 1970년
  - 대한민국의 전 스피드 스케이팅 선수, 해설가 겸 스피드 스케이팅 국제심판 제갈성렬.
  - 미국의 배우 라라 플린 보일.
- 1971년
  - 대한민국의 만화가 심승현.
  - 대한민국의 영화 감독 이영은.
- 1973년
  - 대한민국의 아나운서 김희수.
  - 미국의 배우 짐 파슨스.
  - 대한민국의 전 야구 선수 이동수.
  - 일본의 성우 탄게 사쿠라.
- 1974년
  - 대한민국의 아나운서 방현주.
  - 미국의 배우 앨리슨 해니건.
- 1975년
  - 대한민국의 가수 김희진.
  - 프랑스의 배우 프레데리크 벨.
- 1977년
  - 미국의 배우 제시카 채스테인.
  - 미국의 골프 선수 제이슨 더프너.
  - 일본의 전 축구 선수 미야가와 사토시.
- 1978년
  - 대한민국의 만화가 박소희.
  - 일본의 가수 모치다 카오리. (Every Little Thing의 보컬)
  - 체코의 축구 선수 토마시 우이팔루시.
- 1979년
  - 미국의 배우 레이크 벨.
  - 독일의 축구 심판 비비아나 슈타인하우스.
- 1981년 - 대한민국의 배우 김신록.
- 1982년
  - 대한민국의 배우 한채아.
  - 일본의 성우 KENN.
- 1983년 - 대한민국의 배우 장격수.
- 1984년
  - 대한민국의 가수 박봄 (2NE1).
  - 미국의 농구 선수 크리스 보시.
- 1985년
  - 일본의 배우 아야세 하루카.
  - 미국의 프로레슬링 선수 라나.
  - 대한민국의 가수 하유비.
  - 대한민국의 희극인 김종원.
- 1986년 - 대한민국의 배우 이나경.
- 1987년
  - 대한민국의 배우 박정민.
  - 대한민국의 래퍼 넉살.
  - 대한민국의 싱어송라이터 나희경.
  - 슬로베니아의 카누 선수 베냐민 사우셰크.
  - 브라질의 축구 선수 하미리스.
  - 일본의 배우 아사미 유마.
- 1988년
  - 대한민국의 자전거 경기 선수 유기홍.
  - 영국의 배우 핀 존스.
  - 미국의 모델 및 배우 사샤 그레이.
- 1989년
  - 대한민국의 기상캐스터 조문경.
  - 대한민국의 축구 선수 김서준.
  - 대한민국의 전 야구 선수 김영훈.
- 1990년
  - 일본의 축구 선수 오쓰 유키.
  - 뉴질랜드의 배우 키샤 캐슬 휴스.
  - 미국의 천문학자 오언 깅거리치. (~2023년)
  - 대한민국의 가수 송송이.
  - 대한민국의 자전거 경기 선수 나아름.
- 1991년 - 대한민국의 프로 바둑기사 김미리.
- 1992년
  - 대한민국의 배구 선수 문정원.
  - 대한민국의 전 아나운서, 현 쇼호스트 곽동휘.
  - 일본의 축구 선수 다무카이 다이키.
- 1993년 - 대한민국의 농구 선수 김동희.
- 1994년
  - 대한민국의 전직 스타크래프트 프로게이머 조성호 (진에어 그린윙스).
  - 대한민국의 축구 선수 이지훈.
- 1995년
  - 대한민국의 기상캐스터 한가현.
  - 프랑스의 축구 선수 엔조 지단.
  - 대한민국의 리그 오브 레전드 프로게이머 헬퍼.
  - 미국의 레슬링 선수 카일 스나이더.
  - 이탈리아의 축구 선수 루카 레체리니.
- 1996년
  - 대한민국의 가수 차희.
  - 대한민국의 가수 케이 헌터.
  - 대한민국의 배틀그라운드 프로게이머 피오.
  - 일본의 아이돌 모리카와 아야카. (AKB48)
- 1997년
  - 일본의 가수 미나 (트와이스).
  - 이탈리아의 양궁 선수 루칠라 보아리.
- 1998년 - 일본의 아이돌 츠바키 우라라.
- 1999년
  - 대한민국의 핸드볼 선수 정진희.
  - 타지키스탄의 유도 선수 소몬 마흐마드베코프.
- 2000년 - 대한민국의 야구 선수 서동욱.
- 2001년 - 대한민국의 골프 선수 노승희.
- 2002년 - 대한민국의 야구 선수 김세민.
- 2004년 - 대한민국의 가수 다민. (퀸즈아이)

## 사망
- 1602년 - 일본 센고쿠 시대의 무장 이이 나오마사. (1561년~)
- 1603년 - 영국의 여왕 엘리자베스 1세. (1533년~)
- 1905년 - 프랑스의 작가 쥘 베른. (1828년~)
- 1932년 - 프랑스의 럭비 선수 프랑츠 레셸. (1871년~)
- 1933년 - 대한민국의 독립운동가 김중건. (1889년~)
- 1976년 - 영국의 장군 버나드 몽고메리. (1887년~)
- 1978년 - 대한민국의 시인 박목월. (1915년~)
- 1999년 - 미국의 배우 로저 무어. (1900년~)
- 2016년
  - 네덜란드의 축구 선수, 축구 감독 요한 크라위프. (1947년~)
  - 미국의 영화배우 게리 섄들링. (1949년~)
- 2017년 - 대한민국의 경찰관 최중락. (1929년~)
- 2018년 - 스위스의 가수 리스 아시아. (1924년~)
- 2020년
  - 카메룬의 음악가 마뉘 디방고. (1933년~)
  - 미국의 영화감독 스튜어트 고든. (1947년~)
  - 미국의 영화배우 멜린다 O. 피. (1942년~)
  - 미국의 극작가 테런스 맥낼리. (1938년~)
- 2021년
  - 미국의 영화배우 제시카 월터. (1941년~)
  - 조선민주주의인민공화국의 지휘자 김병화. (1936년~)
- 2023년
  - 미국의 기업인 고든 무어. (1929년~)
  - 대한민국의 정치인, 경제학자 윤식. (1939년~)
- 2024년 - 헝가리의 작곡가, 지휘자 외트뵈시 페테르. (1944년~)

## 기념일
- 세계 결핵의 날
- 진실과 정의에 대한 추모의 날(Dia Nacional de la Memoria por la Verdad y la Justicia): 아르헨티나

## 같이 보기
- 전날: 3월 23일 다음날: 3월 25일 - 전달: 2월 24일 다음달: 4월 24일
- 음력: 3월 24일
- 모두 보기